# Josef Hecht
Josef Hecht (* 21. Oktober 1882 in Ochsenhausen; † 25. Oktober 1956 in Konstanz) war ein deutscher Lehrer, Kunsthistoriker und Denkmalpfleger.
Hecht war ab 1917 Lehrer an der Konstanzer Zeppelin-Oberschule für Jungen, und nach 1945 bis zu seinem Tode Denkmalpfleger in Konstanz. Er publizierte ausführlich zur Kunstgeschichte der Stadt und der Bodenseeregion, wofür ihm 1928 die Ehrendoktorwürde verliehen wurde.
Hecht war in der Zeit vor der NS-Herrschaft Mitglied der Zentrumspartei und des  Reichsbanners Schwarz-Rot-Gold. Obwohl nicht mehr politisch aktiv blieb er den Nationalsozialisten suspekt. 1938 / 39 wurde gegen ihn ein „Dienststrafverfahren“ durchgeführt wegen Äußerungen, die er angeblich im November 1937 und im März 1938 in einer Gaststätte im Schweizerischen Kreuzlingen gemacht haben soll. Das Verfahren blieb letztlich folgenlos, da die entscheidenden Dienststrafkammer Karlsruhe Hecht mangels Beweises freisprach.
Josef Hecht war in zweiter Ehe mit der Lehrerin Luise Scheech verheiratet und hatte sieben Kinder. Das vierte Kind aus dieser Ehe war der Architekturhistoriker Konrad Hecht (1918–1980).

## Ehrungen
- 1928: Ehrendoktor der Universität Freiburg
- 1952: Verdienstkreuz am Bande der Bundesrepublik Deutschland
- 1953: Professor ehrenhalber

## Schriften (Auswahl)
- Josef Hecht: Der romanische Kirchenbau des Bodenseegebietes von seinen Anfängen bis zum Ausklingen. I. Band (mehr nicht erschienen): Analyse der Bauten. Basel 1928
- Josef Hecht: Der Aufenthalt des Konrad Witz in Konstanz: Ein Problem und Seine Lösung. Neue Forschungen zur Lebensgeschichte des Meisters, in: Zeitschrift für Kunstgeschichte, 6. Bd., Heft 5/6 (1937), S. 353–370, Herausgeber: Deutscher Kunstverlag GmbH München Berlin[3]
- Josef Hecht: Das St. Nikolaus-Münster in Überlingen Der Bau und seine Ausstattung, Feyel, Überlingen 1938
- Josef Hecht: Das Münster U. L. Frau zu Konstanz., in: Schriften des Vereins für Geschichte des Bodensees und seiner Umgebung, 74. Jg. 1956, S. 83–90[4]
- Josef und Konrad Hecht: Die frühmittelalterliche Wandmalerei des Bodenseegebietes, Thorbecke, Sigmaringen, 1. Januar 1979
- Walter Haas: Josef und Konrad Hecht: Die frühmittelalterliche Wandmalerei des Bodenseegebietes., Buchbesprechung, 1. Oktober 2014, Memento des Originals aus Internet Archive
- Jürgen Kaiser, Josef Hecht: Uberlingen Am Bodensee: Stadtpfarrkirche St. Nikolaus, Kunstführer-Taschenbuch, Hrsg.: Schnell & Steiner; 21. Ausgabe, 6. Juni 2013